# Кожважі
Кожва́жі (рос. Кожважи, марій. Кожвож) — село у складі Гірськомарійського району Марій Ел, Росія. Входить до складу Виловатовського сільського поселення.

## Населення
Населення — 185 осіб (2010; 213 у 2002).
Національний склад (станом на 2002 рік):
- гірські марійці — 92 %